# Mansfield (Teksas)
Mansfield – podmiejskie miasto w amerykańskim stanie Teksas, które jest częścią obszaru metropolitalnego Dallas–Fort Worth. Miasto położone jest głównie w hrabstwie Tarrant, a jego niewielkie części znajdują się w hrabstwach Ellis i Johnson. Według spisu w 2020 roku liczy 72,6 tys. mieszkańców.